# (2705) Wu
(2705) Wu est un astéroïde de la ceinture principale.

## Description
(2705) Wu est un astéroïde de la ceinture principale. Il fut découvert le 9 octobre 1980 à l'Observatoire Palomar par Carolyn S. Shoemaker. Il présente une orbite caractérisée par un demi-grand axe de 2,19 UA, une excentricité de 0,16 et une inclinaison de 4,5° par rapport à l'écliptique.

## Compléments